# Qoijing Gyi
| Tibetische Bezeichnung                         |
| ---------------------------------------------- |
| Tibetische Schrift: ཆོས་དབྱིངས་སྐྱིད།                |
| Wylie-Transliteration: chos dbyings skyid      |
| Offizielle Transkription der VRCh: Qoijing Gyi |
| Chinesische Bezeichnung                        |
| Vereinfacht: 切阳什姐                          |
| Pinyin:Qiēyáng Shíjiě                          |

Qoijing Gyi (auch Qieyang Shijie oder Qieyang Shenjie; * 11. November 1990 in der Gemeinde Ganzihe des Kreises Haiyan im Autonomen Bezirk Haibei der Tibeter in der chinesischen Provinz Qinghai) ist eine chinesische Geherin tibetischer Herkunft.
Am 11. August 2012 gewann sie bei den Olympischen Spielen in London im 20-km-Gehen die Goldmedaille, nachdem zwei ursprünglich vor ihr platzierte Athletinnen des Dopings überführt worden sind. 2016 wurde sie Olympiafünfte über 20 Kilometer. 2021 belegte sie bei den Olympischen Spielen in Tokio über die gleiche Strecke den siebten Platz.

## Persönliche Bestzeiten
- 10 km Gehen: 43:16 min, London, Großbritannien, 11. August 2012
- 20 km: 1:25:16 h, London, Großbritannien, 11. August 2012